# Le Bois-d'Oingt
Le Bois-d'Oingt is een plaats en was een gemeente in het Franse departement Rhône in de regio Auvergne-Rhône-Alpes. Le Bois-d'Oingt telt 1969 inwoners (2005). De plaats maakt deel uit van het arrondissement Villefranche-sur-Saône.

## Geschiedenis
Op 1 januari 2017 ging de gemeente Le Bois-d'Oingt samen met de gemeenten Oingt en Saint-Laurent-d'Oingt op in de commune nouvelle Val d'Oingt.

## Geografie
De oppervlakte van Le Bois-d'Oingt bedraagt 5,1 km², de bevolkingsdichtheid is 386,1 inwoners per km².
De onderstaande kaart toont de ligging van Le Bois-d'Oingt met de belangrijkste infrastructuur en aangrenzende gemeenten.

## Demografie
Onderstaande figuur toont het verloop van het inwonertal (bron: INSEE-tellingen).